# 神湯村
神湯村（かんとうそん）は、岡山県真庭郡にあった村。現在の真庭市釘貫小川、下湯原、田羽根、都喜足、久見、三世七原、社、湯原温泉に当たる。真庭市誕生により、大字湯本が湯原温泉に変更となった。

## 歴史
- 1889年（明治22年）6月1日 - 町村制施行に伴い、大庭郡釘貫小川村、下湯原村、田羽根村、都喜足村、久見村、三世七原村、社村、湯本村が合併、神湯村となる。大字湯本に役場を置く。
- 1900年（明治33年）4月1日 - 大庭郡が真島郡と合併し、真庭郡となる。神湯村は真庭郡所属となる。
- 1904年（明治37年）6月1日 - 真庭郡八幡村と合併、湯原村となる。神湯村は廃止。

## 大字
現在は真庭市の大字として存続している。一部大字は真庭市成立時に改称した。
- 釘貫小川（くぎぬきこがわ） 〒717-0414
- 下湯原（しもゆばら） 〒717-0403
- 田羽根（たばね） 〒717-0401
- 都喜足（つぎたる） 〒717-0415
- 久見（ひさみ） 〒717-0405
- 三世七原（みせしちばら） 〒717-0426
- 社（やしろ） 〒717-0404
- 湯本（ゆもと） 〒717-0402：現在は真庭市湯原温泉